# 마팔다 (만화)

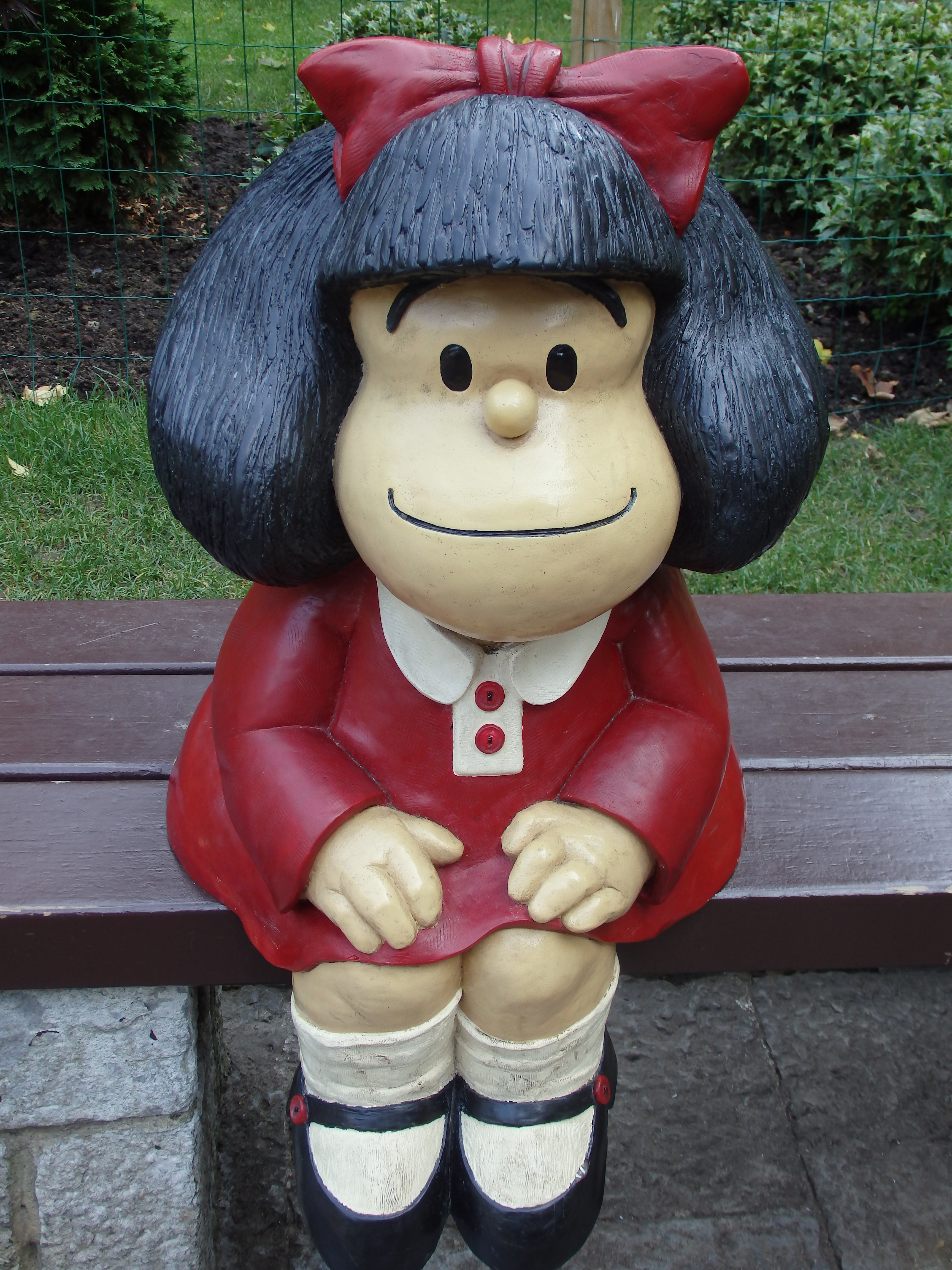
스페인 오비에도의 한 공원의 마팔다상

마팔다(Mafalda, 스페인어: [maˈfalda])는 만화가 퀴노(Quino)가 쓰고 그린 아르헨티나 연재 만화이다. 이 스트립에는 아르헨티나 중산층과 진보적인 청년의 모습을 반영하고 인류와 세계 평화에 관심이 있으며 문제에 대해 순수하지만 진지한 태도를 가진 여섯 살 소녀 마팔다가 등장한다. 연재 만화는 1964년부터 1973년까지 연재되었으며 라틴 아메리카, 유럽, 퀘벡 및 아시아에서 매우 인기가 있었다. 그 인기로 인해 책과 두 개의 애니메이션 만화 시리즈가 탄생했다. 마팔다는 뛰어난 풍자로 칭찬을 받았다.